# Praga 5

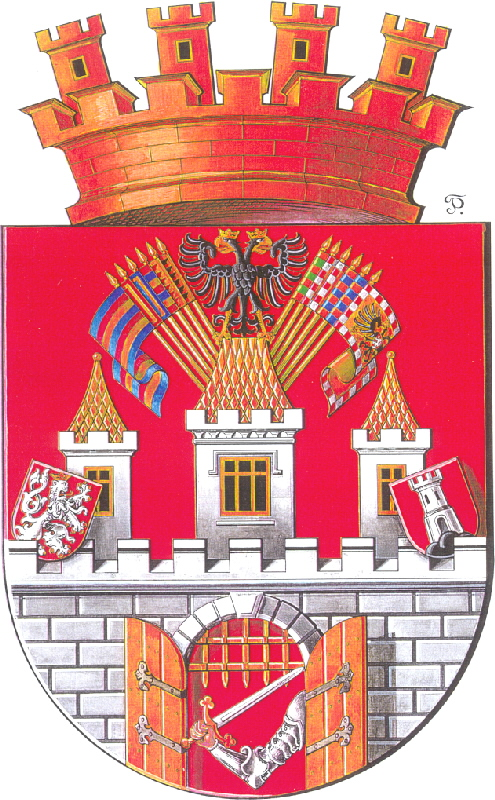
Herb dzielnicy

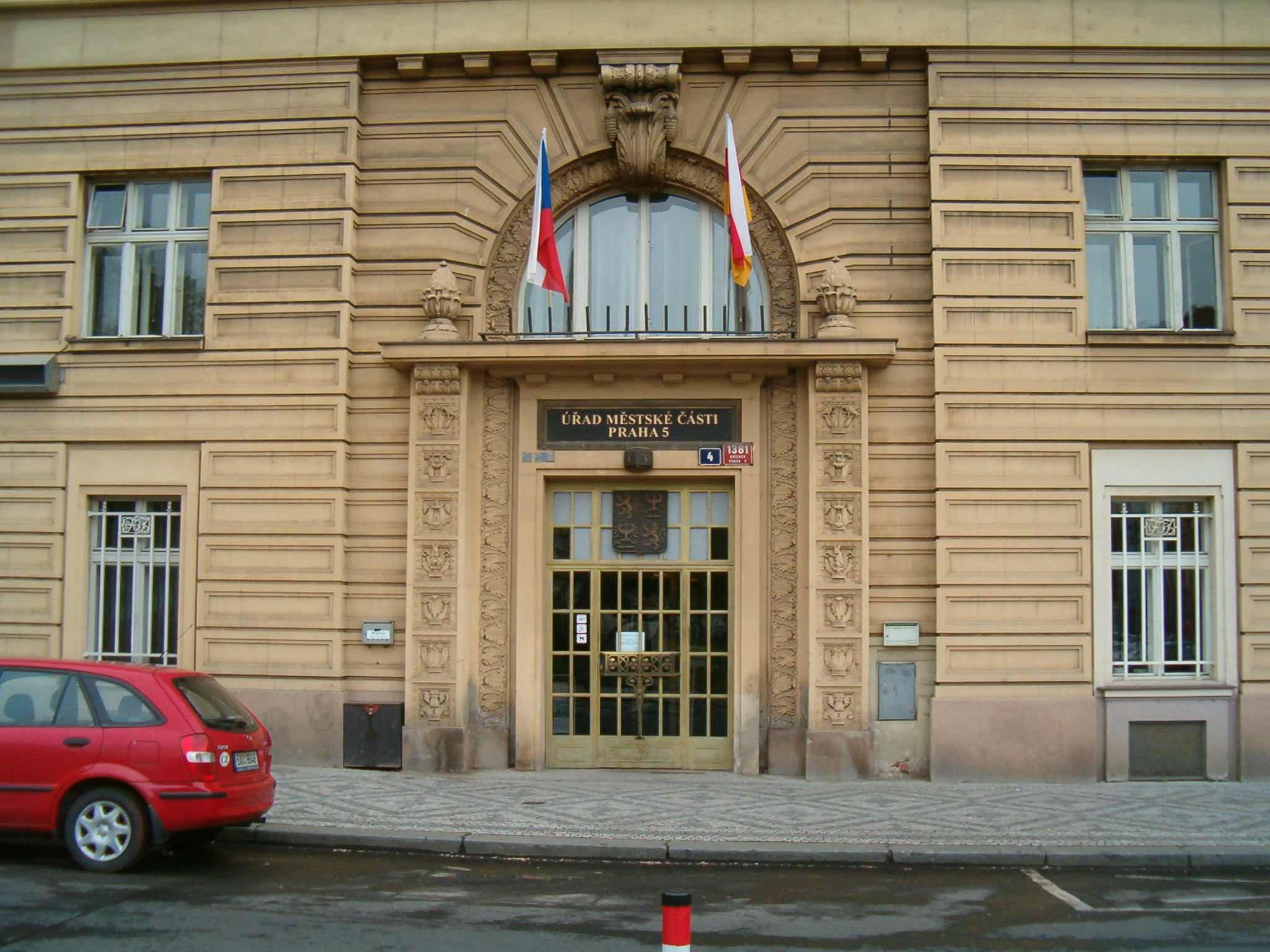
Ratusz Praga 5

Praga 5 – dzielnica administracyjna Pragi powstała w 1960 roku położona na lewym brzegu Wełtawy, w południowo-zachodniej części miasta. Rozciąga się po przeciwnej stronie rzeki niż Praga 4. Obejmuje całe terytorium Hlubočepy, Košíře, Motol, Axa, Smíchov i części Břevnov, Jinonice i Mala Strana.
Burmistrzem Praha 5 jest znany w Pradze Mediolan Jančík. Dzielnica zajmuje 27,49 km² powierzchni, na której zamieszkuje niespełna 80 tysięcy ludzi.
Znajdują się tam między innymi parki, na przykład:
- Prokopské údolí,
- Kinského zahrada.

Dzielnica ta rozwija się między innymi ze względu na rekonstrukcję okolicy Anděl – skrzyżowania, gdzie położone jest tysiące biur i jedno duże centrum handlowe. Również garaże podziemne Anděl są największe w Pradze.
Była to pierwsza dzielnica, w której zaoferowano mieszkańcom bezprzewodowy dostęp do Internetu.
Praga 5 jest korzystnie połączona z resztą miasta linią metra B.